# Involucro edilizio
L’involucro edilizio è un elemento architettonico che delimita e conclude perimetralmente un edificio. 
Un involucro edilizio a secco indica invece una tipologia nel quale l'insieme delle unità tecnologiche e degli elementi tecnici (singoli componenti e sistemi di elementi), con funzioni portanti o non portanti, sono assemblati con giunzioni a secco e fissati a una struttura principale attraverso sistemi di ancoraggio (bulloneria, viterie o saldature).

## Evoluzione storica
La primitiva esigenza dell'uomo di costruire artificialmente il proprio habitat, modificando le risorse naturali a disposizione, ha condotto alla realizzazione di rifugi più sofisticati e sicuri e questa iniziale necessità si è arricchita e trasformata in un sistema di bisogni in crescita e nella ricerca di un rapporto equilibrato tra mondo naturale ed artificiale.
Nel passato la pratica costruttiva fu dominata dalle Regole dell'Arte, restate identiche e trasmesse da generazione a generazione, tali da conservare l'equilibrio con la natura, capace di assorbire le trasformazioni prodotte dall'uomo; in più era una pratica largamente diffusa quella del riciclo dei materiali e della rifunzionalizzazione degli edifici, motivata da ragioni economiche e di tempo, che contribuivano al minimo impiego di materiali nuovi. L'evoluzione che l'involucro dell'edificio ha subito nei decenni, ha generato la crescita dei requisiti richiesti, motivati da un aumento sensibile delle prestazioni, della complessità e della gamma di prodotti offerti al progettista e dall'affinamento delle tecniche e dei materiali tradizionali.
Gli anni 1970 sono stati segnati da un particolare interesse alle problematiche legate all'isolamento termico, generando uno sviluppo rapido, in tutta Europa, di tecniche di coibentazione dell'involucro opaco come: vetro camera e serramento a taglio termico con tenuta all'aria.
L'introduzione di materiali artificiali ed industriali ed i processi di evoluzione sociale e culturale hanno determinato la trasformazione delle murature da elemento portante dell'edificio a parte perimetrale dell'involucro edilizio, dando vita alla progressiva scomposizione delle funzioni in parte portante, pellicola protettiva, isolante termico ed acustico ecc.
L'involucro edilizio nel processo di ricerca e sperimentazione tecnologico-architettonica si è evoluto da elemento-barriera protettivo a complesso sistema filtro in grado di ottimizzare le interazioni tra microambiente esterno ed interno. È divenuto sempre più una superficie di confine dinamica, in grado di variare le proprie prestazioni al mutare delle situazioni ambientali esterne e delle esigenze di coloro che vivono l'ambiente interno ed in grado di ospitare dispositivi impiantistici di varia natura.
Questo atteggiamento ha generato un radicale cambiamento: dalla cultura dissipativa si è passati a concepire l'involucro come un dispositivo in grado di sfruttare le risorse naturali per produrre energia.

## Descrizione e caratteristiche
L'utilizzo del termine involucro riferito all'edilizia è piuttosto recente e nasce come evoluzione del concetto di chiusura, che identificava, come unità distinte tra loro, i tamponamenti esterni (orizzontali, verticali, opachi, trasparenti ecc.).
L'involucro edilizio è costituito da tutte le unità tecnologiche ed elementi tecnici che morfologicamente e funzionalmente definiscono nelle tre direzioni, interagendo a sistema, il limite tra l'ambiente interno (insieme di elementi spaziali e unità ambientali che devono garantire il soddisfacimento delle esigenze dell'utenza) e l'ambiente esterno (contesto ambientale, condizioni al contorno) di un organismo edilizio. La sua funzione è quella di mediare, separare e connettere l'interno con l'esterno, ma esso è anche un elemento ambientale, che delimita e identifica gli spazi esterni circostanti.
Nel costruire contemporaneo, l'involucro edilizio (che identifica l'intero sistema di chiusura esterno) è articolato in diversi strati funzionali e materiali, ed è sempre più spesso indagato nelle sue relazioni con il sistema strutturale e quello impiantistico. 

## L'involucro passivo
L'involucro passivo massimizza il guadagno solare diretto, grazie ad estese superfici vetrate con sistemi schermanti per il controllo della radiazione solare nel periodo estivo e per la riduzione dell'abbagliamento; prevedere spazi cuscinetto per la protezione dal freddo, come serre o spazi filtro per catturare l'energia solare nel periodo invernale; favorisce l'ingresso della luce solare e la ventilazione naturale.

## L'involucro attivo
L'involucro edilizio diviene involucro attivo quando non solo supporta, ma integra nella propria struttura i sistemi impiantistici, quelli per la raccolta e la trasformazione dell'energia solare e per la ventilazione artificiale degli ambienti interni; risulta più efficiente in termini energetici e più controllabile in termini funzionali rispetto a quello passivo. Nonostante ciò limita notevolmente l'espressione architettonica a causa della modularità dimensionale tipica dei componenti impiantistici e crea problemi per il disegno della facciata in funzione della distribuzione interna degli ambienti.
Le soluzioni adottate più di frequente, e che hanno riscontrato maggior successo nell'utilizzo, sono la parete vetrata ventilata e la facciata integrata con un impianto fotovoltaico. La prima è costituita da due superfici trasparenti separate da un'intercapedine e ventilate artificialmente tramite delle bocchette d'aria; la seconda è composta da una serie di celle fotovoltaiche integrate nelle pareti vetrate. Le celle fotovoltaiche con la loro collocazione e con la loro texture esaltano le potenzialità comunicative e formali dell'involucro edilizio.

## Involucro ibrido
Le esperienze compiute sugli involucri attivi e passivi e le riflessioni sui progetti che tali esperienze hanno anticipato o seguito portano gli architetti a concepire gli involucri come ibridi. L'involucro ibrido è insieme passivo ed attivo, perché in grado di svolgere funzioni diverse, e dinamico, perché in grado di modificare le sue prestazioni fisico tecniche nel tempo, in relazione alle circostanze climatiche ed alle esigenze dell'utenza. Nonostante ciò, numerosi dubbi nascono sia sulla sua sostenibilità rispetto agli altri due tipi, che rispetto alla complessità, in quanto adotta sistemi funzionalmente e tecnologicamente molto complessi. Inoltre, i costi di costruzione risultano di gran lunga superiori rispetto a quelli degli involucri convenzionali, senza contare i costi elevati di manutenzione provocati dalla complessità dei componenti e della loro reciproca collocazione.

## Efficienza energetica dell'involucro edilizio
Il crescente interesse alle problematiche ambientali ha fatto sì che l'involucro edilizio non venisse più considerato solo come l'elemento separatore tra interno ed esterno, ma come un'interfaccia dinamica in continua ed attiva interazione con i fattori climatici esterni, ad esempio nelle fasi di progettazione, realizzazione e gestione di un green building. L'efficienza dell'involucro è data dalla capacità di reagire in maniera flessibile alla variabilità delle condizioni ambientali, minimizzando le dispersioni termiche nel periodo invernale e limitando l'innalzamento della temperatura in quello estivo, con il conseguente miglioramento del comfort abitativo e della qualità ambientale, ottenuti senza l'utilizzo di fonti energetiche non rinnovabili.

## Scomposizione in elementi e strati
Il sistema di chiusura dell'involucro edilizio a secco è costituito dai seguenti elementi e strati:
- L'elemento portante, struttura alla quale sono fissati con diversi sistemi di aggancio le altre stratificazioni dell'involucro, può essere contemporaneamente un elemento strutturale e di tamponamento.
- L'elemento di ancoraggio, è un sistema o componente del sistema di facciata avente lo scopo di portare o trattenere gli elementi di rivestimento.

Nella progettazione dei sistemi di rivestimento, l'ancoraggio è l'elemento fondamentale d'interfaccia tra il rivestimento e la struttura di supporto. È costituito da elementi assemblati con tecnologie a secco; gli elementi devono essere scelti e calcolati in funzione del tipo di superficie, dei carichi accidentali e permanenti in esercizio, del tipo di rivestimento e della distanza tra questo e la struttura di supporto. Il sistema di ancoraggio a secco, inoltre, prevede dispositivi di sostegno e ritegno nella posizione voluta, di aggiustamento nelle tre direzioni spaziali, di trasferimento dei carichi orizzontali e verticali, e di assorbimento degli assestamenti e delle dilatazioni differenziali nei confronti degli elementi di rivestimento.
- Lo strato di tamponamento e di rivestimento esterno, che può essere realizzato in diversi modi: sistemi di rivestimento continuo, sistemi ad elementi assemblati, ecc.

Una sempre più diffusa evoluzione della componentistica permette di ottenere elementi caratterizzati da molteplici combinazioni, con le quali è possibile sfruttare le potenziali sinergie tra materiali diversi e consentire un'integrazione di più sistemi costruttivi e abitativi.

## Classificazione in base al sistema costruttivo
Dal punto di vista del sistema costruttivo distinguono i seguenti tipi di involucro a secco:
- Strutture composte da montanti e traversi;

Secondo la norma UNI prEN 13119 il tipo a montanti e traversi è definito come un'intelaiatura portante leggera di componenti assemblati in loco a sostegno di pannelli di tamponamento opachi e/o traslucidi prefabbricati.
Il reticolo strutturale della facciata è costituito dalla messa in opera di montanti verticali e di traversi orizzontali collegati ad essi. Successivamente, l'intelaiatura costituisce il supporto degli elementi di tamponamento e dei serramenti apribili. In alcune soluzioni come ultima fase, all'intelaiatura vengono fissati i pannelli esterni di protezione (schermi o rivestimenti).
- Struttura a cellule o unità;

In accordo con la normativa UNI prEN 13119 le strutture a cellule o unità sono rappresentate “da moduli preassemblati, interconnessi, di altezza corrispondente a uno o più piani, completi di pannelli di tamponamento”. Il vantaggio principale di questo sistema è che risulta costante e garantita la qualità dei singoli elementi preassemblati, poiché vengono realizzati in officina attraverso processi industrializzati che prevedono elevati controlli.
- Strutture composte da montanti, traversi e schermi esterni

Questo sistema, che rappresenta l'evoluzione del sistema di assemblaggio descritto nel primo tipo, è costituito da una struttura principale a montanti e traversi e da un'ulteriore struttura sporgente verso l'esterno (spesso formata a sua volta da mensole e tiranti di fissaggio) che sostiene una schermatura con varie funzioni, prevalentemente di protezione dalla pioggia battente o dall'insolazione.

## Tipologia e soluzioni di involucro a secco
La evoluzione dei sistemi di involucro edilizio a secco è caratterizzata sotto il profilo tecnologico-prestazionale da un aumento della complessità e un innalzamento dei livelli di qualità delle prestazioni svolte, e sotto il profilo architettonico dalla ricerca di linguaggi e stili architettonici diversi, spesso connessi ai materiali utilizzati per gli strati di rivestimento (vetro, pietra, cotto, metallo, legno), ad esempio nelle fasi di progettazione, realizzazione e gestione di un green building.
Nella loro evoluzione i diversi tipi di soluzioni sono state denominati in diversi modi in letteratura e nella pratica. Si riportano di seguito alcune denominazioni, sottolineando che non si tratta di una classificazione e che una stessa soluzione tecnica può essere denominata in più modi a seconda dell'aspetto caratterizzante che si vuole sottolineare:
- Il sistema stratificato a secco Struttura/Rivestimento.

È il prodotto di un'appropriata stratificazione di elementi costruttivi sottili, leggeri e ad alte prestazioni. Nelle strutture stratificate, ad ogni assemblaggio tecnologico di differenti strati corrisponde un insieme di differenti prestazioni fisiche, che può essere definito in fase di progetto, mediante un'analisi prestazionale. La costruzione di pacchetti a secco consente, inoltre, una maggiore cura del dettaglio, la possibilità di scegliere i materiali più appropriati da assemblare, la possibilità di variazione continua, un'ottimizzazione della stratificazione dell'involucro e una maggiore manutenibilità delle unità tecnologiche.
- La facciata continua o curtain wall

In conformità alla norma EN 13119, una facciata continua è “una facciata esterna di un edificio prodotta con intelaiatura costituita principalmente di metallo, legno o PVC, solitamente costituita da elementi strutturali verticali ed orizzontali, collegati insieme e ancorati alla struttura portante dell'edificio”. Questa garantisce, di per sé o congiuntamente alle restanti parti della costruzione, tutte le normali funzioni di una parete esterna senza dover contribuire alle funzioni della struttura portante. La facciata continua o curtain wall è caratterizzata sotto il profilo prestazionale ed estetico da una continuità dell'involucro rispetto alla struttura portante dell'edificio, che resta interamente arretrata rispetto al piano della facciata.
- La facciata ventilata

La norma UNI 11018 definisce la facciata ventilata come “un tipo di facciata a schermo avanzato in cui l'intercapedine tra il rivestimento e la parete è progettata in modo tale che l'aria in essa presente possa fluire per effetto camino in modo naturale e/o in modo artificialmente controllato, a seconda delle necessità stagionali e/o giornaliere, al fine di migliorarne le prestazioni termoenergetiche complessive”. In questo caso la soluzione “a secco” può riguardare solo lo schermo “avanzato” o di rivestimento antistante l'intercapedine ventilata.
- Le Strutture a schermo antipioggia;

In questo sistema, caratterizzato da un sistema di assemblaggio a montanti e traversi, lo schermo svolge funzione di protezione dalla pioggia battente, dalla infiltrazione di umidità, l'intercapedine retrostante lo schermo è aerata e non contribuisce necessariamente alle prestazioni termoenergetiche dell'involucro. Anche in questo caso la “soluzione a secco” può riguardare esclusivamente lo schermo.
- La facciata a doppia pelle

È un tipo di facciata appartenente al sistema di chiusura a isolamento dinamico. Le facciate a doppia pelle formano un contenitore trasparente continuo lungo tutto il perimetro dell'edificio: la pelle esterna, è fissa - non apribile – ed è destinata a proteggere il fabbricato mediante le proprie caratteristiche di tenuta all'aria, all'acqua e al vento, mentre la seconda, posta verso l'interno, è quasi sempre dotata di serramenti, e permette di ventilare i locali interni senza la necessità di un controllo particolare delle sollecitazioni ambientali. Per migliorare il comfort all'interno dell'edificio, talora, viene prevista una ventilazione naturale o forzata dell'intercapedine definita dalle due pelli. Nell'intercapedine, inoltre, possono essere inseriti dispositivi di oscuramento continuo o a lamelle regolabili dall'interno dei locali ed elementi apribili per arieggiare gli ambienti.
- L'involucro integrato per la produzione di energia

Questo tipo d'involucro permette l'integrazione di pannelli fotovoltaici che trasformano la radiazione solare in elettricità. Questi moduli, ad esempio, possono essere integrati in sistemi di chiusura trasparente che si presentano a singolo strato o a doppia pelle, verticali o orizzontali, con inclinazioni da 0° a 90° (con un'ottimizzazione della captazione solare mediante un'inclinazione a 45º rispetto alla verticale). Il sistema permette, inoltre, l'integrazione di schermature solari, come i frangisole fissi, mobili e orientabili.
- L'involucro Interattivo

È definito “involucro interattivo” quel sistema che interagisce con le variazioni delle condizioni climatiche esterne mediante dispositivi di controllo automatici o mediante l'intervento diretto dell'utenza; tale involucro consente il controllo dei livelli prestazionali offerti dalla chiusura modificando i valori dei parametri termoigrometrici e ambientali relativi al microclima interno.
- L'involucro Interattivo multimediale

È definito involucro interattivo multimediale un sistema finalizzato alla retroproiezione di immagini fisse o in movimento sulla superficie interna dei pannelli trasparenti. In questo caso, la pelle dell'edificio è costituita da pannellature verticali – sempre montate su telai metallici di supporto - costituite con materiali traslucidi accoppiati tra loro le cui proprietà consentono alle proiezioni di apparire all'esterno con effetti decorativi anche molto spettacolari (spesso, infatti, il sistema è utilizzato a scopi pubblicitari).

### Esempi significativi di facciate a secco descritte in letteratura scientifica
Sistema stratificato a secco Struttura/Rivestimento:
- Alloggi e Biblioteca Quartiere a Évreux, Francia, (progetto Dubosc & Landowski).
- Ristrutturazione Ampliamento dell'ospedale Ceccarini, Riccione (RN), (progetto Ettore Zambelli)
- Centro di Ricerche Campus Point a Lecco (progetto Studio Ardea)

Sistema curtain wall:
- Seagram Building a New York, USA, (progetto Mies van der Rohe)
- Willis Faber and Dumas Headquarters a Ipswich, Inghilterra, (progetto Norman Foster)

Facciata ventilata:
- Le Citè Internazionale a Lione, Francia, (progetto Renzo Piano).
- mumok (MUseum MOderner Kunst), Museo d'Arte Moderna nel Museumsquartier di Vienna), progetto di Ortner & Ortner Baukunst.

Sistema strutture a schermo antipioggia:
- Alcoa Building a Pittsburgh, USA, (progetto Fallace H. Harrison e Max Abramovitz)
- Federal Building a San Francisco, (progetto Morphosis Architects)

Facciata a doppia pelle:
- L'edificio Helicon a Londra, Inghilterra, (progetto Sheppard Robson)
- Manulife Financial a Boston, USA, (progetto Skidmore Ownigs & Merill Architects)

Involucro integrato per la produzione di energia:
- Solarfabrik a Friburgo, Germania, (progetto Rolf & Hotz)
- Biblioteca di Mataró, Spagna, (progetto Miquel Brullet)

Involucro interattivo:
- Institut du monde arabe a Parigi, Francia, (progetto Jean Nouvel)
- L'edificio per uffici a Wiesbaden, Germania (progetto Thomas Herzog & Partner)

Involucro interattivo multimediale:
- Terminal Traghetti White Hall a New York, USA (Scott Brown & Associated)
- L'edificio La Fayette a Berlino (Jean Nouvel)

## Normativa tecnica
- UNI En13830 Facciate continue - Norma di prodotto
- UNI prEN 13119 Facciate continue - Terminología
- UNI En 11173 Finestre, porte e facciate continue - Criteri di scelta in base alla permeabilità all'aria, tenuta all'acqua, resistenza al vento, trasmittanza termica ed isolamento acustico.
- UNI En 11018 Rivestimenti e sistemi di ancoraggio per facciate ventilate a montaggio meccanico -Istruzioni per la progettazione, l'esecuzione e la manutenzione - Rivestimenti lapidei e ceramici
- UNI EN 12152 Facciate Continue - Permeabilità dell'aria - Requisiti prestazione e classificazione
- UNI En 12153 Facciate Continue - Permeabilità dell'aria - Metodo di prova
- UNI En 12154 Facciate Continue - Tenuta all'acqua - Requisiti prestazionali e classificazione.
- UNI En 13116 Facciate Continue - Resistenza al carico di vento - Requisiti prestazionali.

### Riviste
- Costruire a Secco - Sistemi non tradizionali, Anno II, nº 14, giugno 2007
- Costruire - Speciali Involucro, "Le facciate continue tutto vetro", nº 286, marzo 2007
- Modulo - "La Costruzione Stratificata A Secco", nº 273, luglio/agosto 2001